# 约克千里光
约克千里光（學名：Senecio eboracensis）是菊科的一种开花植物。该物种已在英国归化，但种群数量未能维持，通过圈养栽培才得以恢复。它是千里光的自花授粉杂交种，也是过去100年在英国及北美发现的仅有的6个新植物物种之一。
该植物于1979年在英国约克首次被发现，1991年后在野外再无发现。英国政府咨询机构英国自然保护署的一项调查发现，到2000年，这种植物已基本灭绝，部分原因是使用除草剂。该植物的种子被储存在千年种子库并成功发芽，于2023年重新引入约克。

## 命名
埃伯拉肯（Eboracum，約克的古時名称）于2000年被选定作為这种四倍体杂交衍生物的種小名。在正式描述出現時，其非正式名称为“約克放射千里光”。 

## 演化
約克千里光是杂交种，其亲本是自交不亲和的雜交種牛津千里光和自交亲和、生命力顽强的欧洲千里光。與歐洲千里光一样，約克千里光具有自交亲和性，但其与亲本物种的自然杂交極少，因此與其具有生殖隔离。約克千里光被認為是和亲本歐洲千里光F1品种的回交产物。 
与此同時，還有其他由两个相同亲本衍生的杂交品种。其中有些無法產生後代，例如S. x baxteri 。而已知的可育杂交种包括现常见于英国的歐洲千里光，以及异源六倍体威爾士千里光。根據分子证据，威爾士千里光可能在不同地点独立起源至少3次。 形态学和遗传学证据顯示約克千里光与其他已知杂交种有明顯区别。 

## 特徵
约克千里光是一年生草本植物，从发芽到成熟需要3个月，成年植株高16英寸（40厘米）。其既有来自西西里亲本（牛津千里光）的黄色雏菊状花朵，也繼承了得以自交親和的本土亲本（欧洲千里光），因此其形态与親緣種較為不同。

### 莖和葉

约克千里光叶片的形状

约克千里光的叶子较大，分为几个细长的部分。其茎大多直立，偶有可达2英寸（5厘米）的水平基部，长有不定根。其叶片的上部和下部有叶柄，裂纹沿中脉出现，占叶片长度的1/4。上部叶片的裂纹较深且成对。该植物若在在肥沃的土壤或温室中生长，叶子会更加茂盛，而且裂纹更加整齐（更精细地分成细长的片段）。在该情况下，叶片尺寸可达7英寸（18厘米）x 3.5英寸（9厘米），裂纹占叶片长度的1/5。该植物的叶舌狭窄，长5至7毫米（0.2至0.24英寸），宽1.5毫米（0.06英寸），偶有捲曲。

### 花朵
约克千里光的假花较其母株的更加鲜艳，位于植物的顶端且成簇出现（顶端分生组织），通常由三至七朵小花聚集成伞形花序；假花在刚开花时較為茂密，但其后密度降低。该植物的花序梗长5至20毫米（0.2至0.8英寸），结果时花序梗会变长，最长达25毫米（1英寸）。假花呈宽圆柱形，尺寸为10×4毫米（0.4×0.16英寸），当亮黄色的舌状小花开放时，假花略呈钟形。其总苞稀疏（4-8毫米）、較長（3.5-4毫米），通常没有黑色尖端。

### 种子
该植物的瘦果长2.5至3.5毫米（0.1至0.15英寸），直且有浅凹槽。肋部光滑无毛，凹槽处有毛。成熟时，丝稠般白色、伞状的冠毛很容易从果实上脱落。

## 分布與復育
约克千里光可生长于人造環境，例如停车场周边、路面裂缝或城市、工业用地等，並於英国约克的铁軌附近生長茂盛。該植物的其中一个亲本歐洲千里光原产于该地区，而另一个亲本牛津千里光于1690年从西西里島埃特纳火山引入到英国牛津的牛津植物园，并沿着铁路传播到英國各地。 
20世纪90年代，該植物很可能因除草剂、施工等因素而瀕臨絕種。英國政府近年在约克郡嘗試復育，种植了约60,000颗种子，并有数千株植物发芽。在2023年時，其個體數增加至足以保證種群延續。